# Mặt trận Thống nhất Quốc gia Liên hiệp
Mặt trận Thống nhất Quốc gia Liên hiệp (tiếng Pháp: Front d'Union Nationale) được thiết lập bởi các lãnh đạo của Việt Cách và Việt Quốc gồm Nguyễn Hải Thần, Nguyễn Tường Tam, Vũ Hồng Khanh tại Nam Kinh (Trung Quốc) ngày 17 tháng 2 năm 1947. Là nhóm dân tộc chủ nghĩa đối lập với chính phủ Việt Nam Dân chủ Cộng hòa. Nhóm này có chủ trương ủng hộ cựu hoàng Bảo Đại thành lập chính phủ Quốc gia Việt Nam để đoàn kết ba kỳ của Việt Nam, giành tự trị cho Việt Nam trong khối Liên hiệp Pháp, và thành lập một nhà nước cộng hòa.
Các tổ chức tham gia: Việt Nam Quốc dân Đảng, Việt Nam Cách mệnh Đồng minh Hội, Việt Nam Dân chủ Xã hội Đảng, Việt Nam Quốc gia Thanh niên Đoàn, Việt Nam Dân chúng Liên đoàn, Đoàn thể Cao Đài, Tịnh độ cư sĩ Phật hội Việt Nam, Liên đoàn Công giáo Việt Nam.

## Ban lãnh đạo
- Trần Trọng Kim - Đại Việt Quốc gia Xã hội Đảng trước đây
- Nguyễn Hải Thần - Việt Nam Cách mệnh Đồng minh Hội
- Nguyễn Văn Sâm - Đảng Dân chủ Xã hội Việt Nam
- Nguyễn Tường Tam - Quốc dân đảng Việt Nam (bao gồm Việt Nam Quốc dân đảng và Đại Việt Quốc dân đảng)

Ngoài ra còn có: Trần Côn tức Trần Văn Tuyên, Lưu Đức Trung.